# 華斯納 (加利福尼亞州)
華斯納（英語：Huasna）是位於美國加利福尼亞州聖路易斯-奧比斯保縣的一個非建制地區。該地的面積和人口皆未知。

## 地理
華斯納的座標為35°07′22″N 120°23′37″W / 35.12278°N 120.39361°W，而該地的平均海拔高度為243米（即797英尺）。